# Karl-Liebknecht-Stadion
Le Karl-Liebknecht-Stadion est un stade de football situé à Potsdam, en Allemagne. 
Le stade, d'une capacité de 10 499 places, accueille les matchs de football du 1. FFC Turbine Potsdam et du SV Babelsberg 03.